# Emilio Maria Beretta
Emilio Maria Beretta, né le 27 mars 1907 à Muralto et mort le 1er juillet 1974 à Genève est un artiste peintre suisse.

## Biographie
Fils d'Efrem Beretta, directeur de la Brasserie de Locarno, et de Maria Martinoni, il épouse Isabelle Cingria, fille d'Alexandre Cingria, puis Monique Hentsch.
Après avoir suivi ses études à école des beaux-arts de Genève, il part pour Paris en 1930 où il fréquente l'atelier de Gino Severini à Paris. Il retourne ensuite en Suisse et travaille dès 1936 avec Alexandre Cingria et Jean-Louis Gampert, réalisant de nombreuses fresques et peintures murales.
En 1952, il obtient le prix Veillon pour la peinture. La même année, il cofonde le Gruppo della Barca.

## Sources
- Paul Werner Blendinger, « Beretta, Emilio Maria » dans le Dictionnaire historique de la Suisse en ligne, version du 9 septembre 2012.
- « Emilio Maria Beretta », sur SIKART Dictionnaire sur l'art en Suisse.
- Site internet de l'artiste www.emilioberetta.ch